# Balise de virage à chevrons en France

Balise J4 à trois chevrons orientés à droite

Balise J4 à trois chevrons orientés à gauche

Les balises de virages à chevrons J4 sont des balises routières ayant pour objet de compléter (J4 multichevrons) ou de remplacer (J4 monochevron) les balises J1, lorsque le renforcement de l'alerte est nécessaire. 
Elles doivent être utilisées avec discernement, sous peine de dévaloriser les autres dispositifs. Elles sont réservées aux virages particulièrement difficiles ou singuliers sur un même itinéraire.

## Descriptif

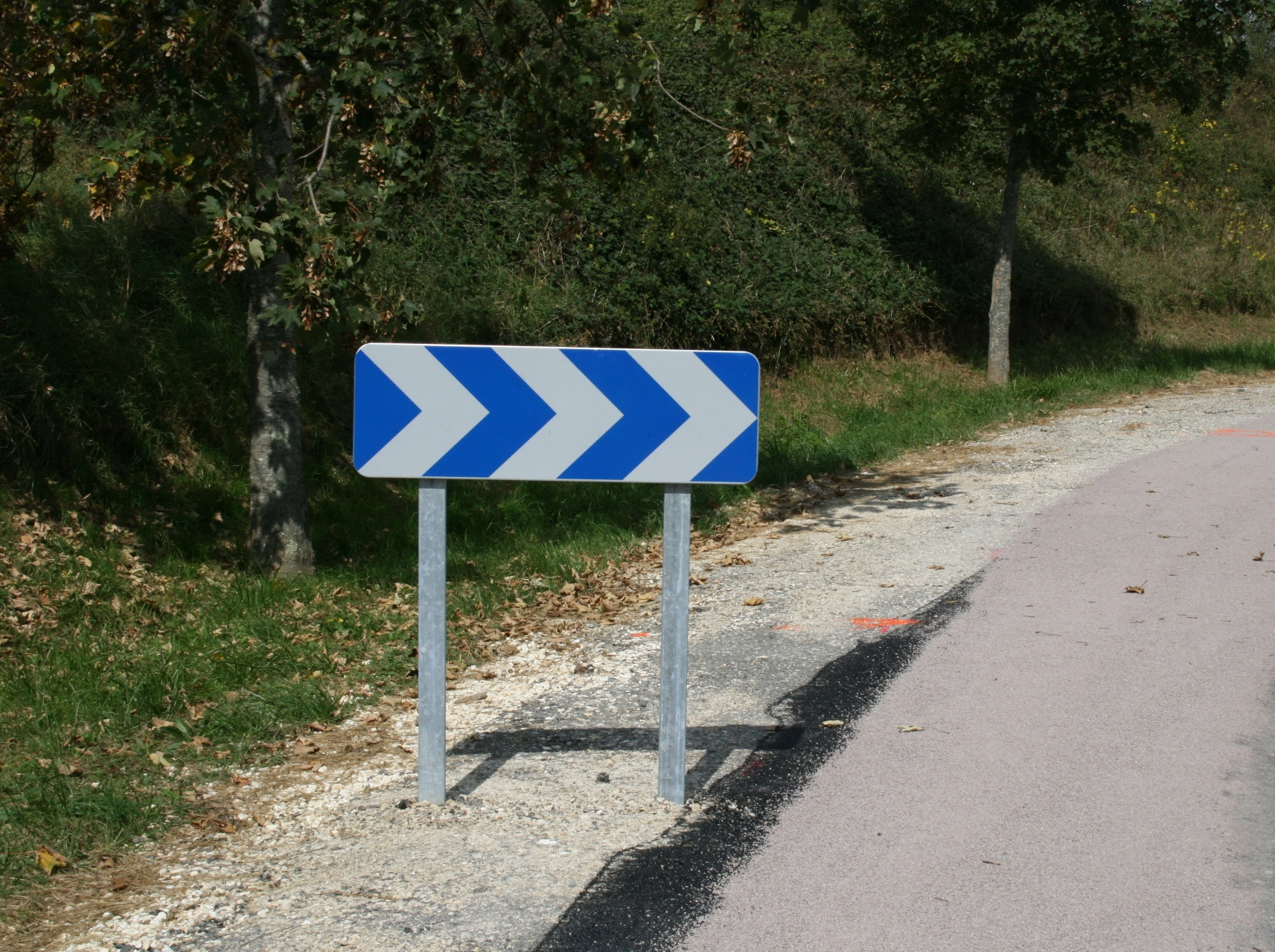
Balise J4 à trois chevrons, de hauteur 400 mm

La balise J4 multichevrons est rectangulaire, de grand côté horizontal, portant une série de chevrons blancs sur fond bleu. Sauf contrainte d'implantation, la balise comporte trois chevrons.
La balise J4 monochevron est carrée.
La hauteur des balises J4 est de 400, 600, 800 ou 1000 mm, en fonction du type de route.
La balise monochevron étant carrée, la longueur d'une balise multichevrons est un multiple de la hauteur. Il existe 5 balises de hauteur 400 mm :
| Hauteur | Nombre de chevrons | Largeur |
| ------- | ------------------ | ------- |
| 400     | 1                  | 400     |
| 400     | 2                  | 800     |
| 400     | 3                  | 1200    |
| 400     | 4                  | 1600    |
| 400     | 5                  | 2000    |

Balise J4 monochevron

Il existe par ailleurs 4 balises de hauteur 600 mm, 3 de 800 mm et 2 de 1000 mm.
Les balises J4 sont rétroréfléchissantes.

## Utilisation courante de la balise J4
La signalisation des virages ne respecte pas toujours deux des principes de base de la signalisation rappelés dans le préambule de la première partie du livre I sur la signalisation routière (arrêté du 7 juin 1977) :
- l´homogénéité qui exige que, dans des conditions identiques, l´usager rencontre des signaux de même valeur implantés suivant les mêmes règles ;
- la simplicité qui amène à limiter le nombre de signaux aux capacités d´assimilation des usagers.

Il n'y a  donc pas lieu d'utiliser systématiquement des balises J4. L'effet d'alerte des balises J4 est important et ceci implique de ne pas le réduire par une prolifération qui les banaliserait. De plus les expériences ont montré que, lorsque des balises J4 sont nécessaires, une seule de grande taille, convenablement placée, associée à des balises J 1, est en général efficace. C'est seulement dans certains cas que le recours à plusieurs balises J4 est judicieux, par exemple si l'alerte doit être renforcée en début du virage ou si le risque s'accroît dans le virage (par exemple en cas de variation rapide du rayon de courbure) et nécessite le renouvellement local de l'alerte par une balise J4.

## Utilisations exceptionnelles de la balise J4

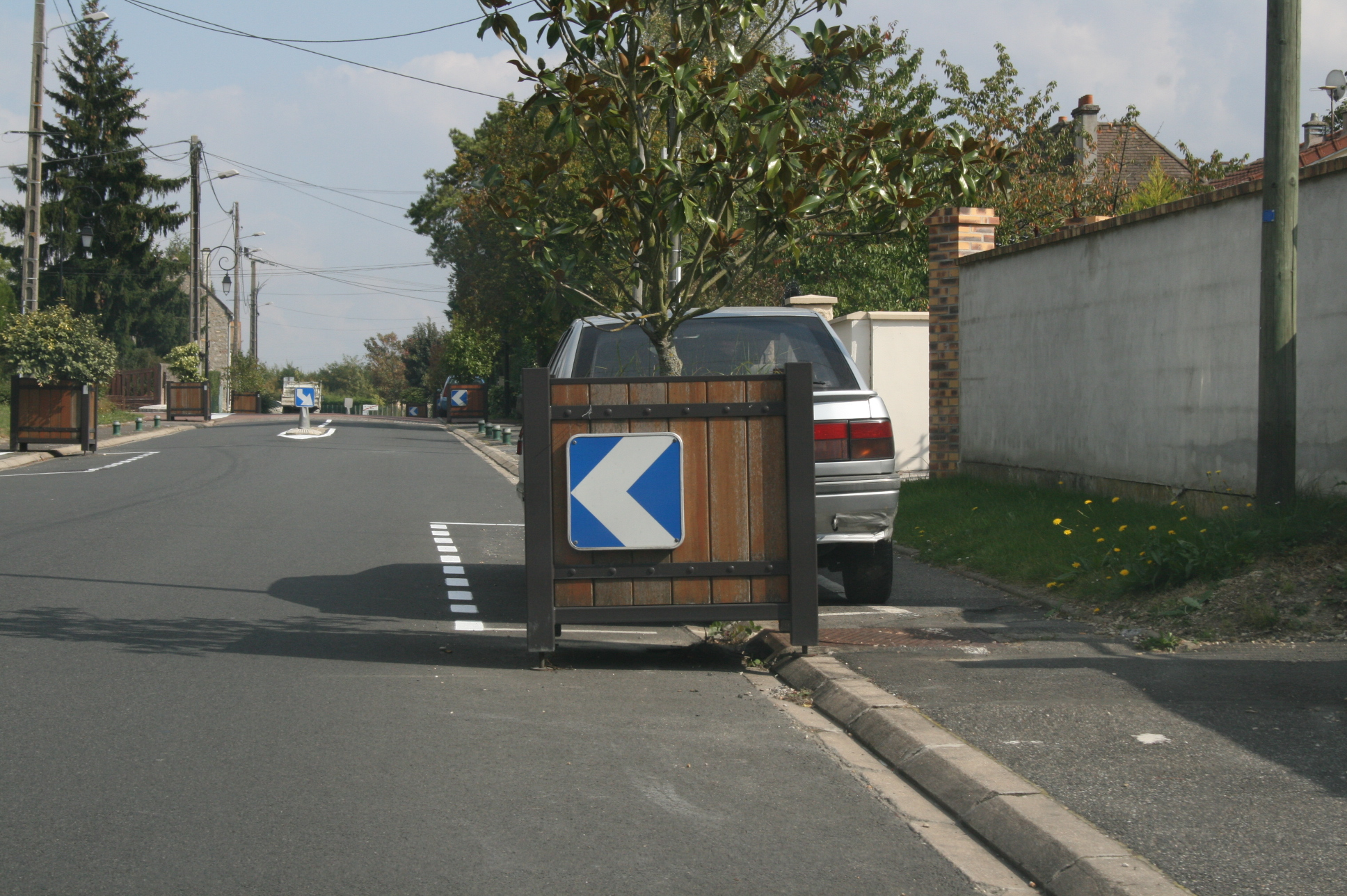
Une balise monochevron sur une jardinière

### En milieu urbain
La présence d'obstacles est signalée par des panneaux B21a ou par des balises J13. Cependant, avant 1968, la balise J4 pouvait être utilisée pour signaler un aménagement ponctuel de voirie rétrécissant la chaussée ou une modification de sa trajectoire de type chicane. L'arrêté du 17 octobre 1968 sur la signalisation des routes et autoroutes restreindra son usage aux virages. 

### En cas de contraintes locales
Exceptionnellement, si les contraintes locales nécessitent un renforcement de la perception de la balise J4, on peut utiliser une balise de hauteur supérieure à celle utilisée sur l'itinéraire. La balise J4 multichevrons peut être complétée par deux feux de balisage et d'alerte R1.

## Implantation
On ne doit ni superposer bord à bord deux balises J4, ni placer en prolongement l'une de l'autre deux balises J4 de sens opposés, car cela détruirait l'effet directionnel .

### Hauteur au-dessus du sol
La hauteur au-dessus du sol du bord inférieur de la balise est en règle générale fixée à 1 mètre. Mais, dans certains cas, en particulier lorsqu'il y a perte de tracé en virage, la hauteur peut être augmentée de sorte que la balise soit visible à une distance suffisante.